# Régal d'asticots
Pour plus de détails, voir Fiche technique et Distribution.
Régal d'asticots (titre original : The Worm Eaters) est un film américain réalisé par Herb Robins, sorti en 1977.

## Fiche technique
- Titre original : The Worm Eaters
- Titre : Régal d'asticots
- Réalisation : Herb Robins
- Scénario : Nancy Kapner, Herb Robins
- Production : Ted V. Mikels
- Société de production : Cinema Features
- Musique : Theodore Stern
- Photographie :
- Montage : Soly Bina
- Pays d'origine :  États-Unis
- Lieu de tournage : Sierra Madre, en Californie des États-Unis
- Format : Couleurs - 1,85:1 - Mono
- Genre : Comédie horrifique
- Durée : 94 minutes
- Date de sortie : États-Unis : 1977

## Distribution
- Herb Robbins : Herman Umgar
- Lindsay Armstrong Black
- Joseph Sacket
- Robert Garrisson
- Muriel Cooper
- Ted V. Mikels (non crédité)